# Madonna met de lange nek
De Madonna met de lange nek (Italiaans: Madonna dal collo lungo) is een schilderij van Parmigianino dat hij waarschijnlijk tussen 1535 en 1540 maakte. Het wordt beschouwd als een van de belangrijkste schilderijen van het Italiaanse maniërisme. Sinds 1948 maakt het deel uit van de collectie van de Galleria degli Uffizi in Florence.

## Herkomst
Elena Baiardi Tagliaferri gaf de opdracht om het schilderij te maken voor de grafkapel van haar overleden echtgenoot Francesco Tagliaferri in de kerk van Santa Maria dei Servi in Parma. Ze was de zus van Francesco Baiardi, vriend en beschermheer van Parmigianino. In het op 23 december 1534 opgemaakte contract beloofde de kunstenaar voor drieëndertig vooruitbetaalde scudi het schilderij in vijf maanden te voltooien, op straffe van een schadevergoeding. Hiervoor diende zijn eigen huis als onderpand. De deadline die rond Pinksteren 1535 lag, werd echter overschreden en het werk bleef onvoltooid na het plotselinge vertrek van de kunstenaar naar Casalmaggiore in 1540, waar hij stierf. Francesco Baiardi, wellicht op grond van het contract dat zijn zus had afgesloten, werd eigenaar van het atelier van de schilder, waarin hij 22 schilderijen en 495 tekeningen inventariseerde.
Het schilderij werd onvoltooid gelaten en in 1542 in de kapel geplaatst, zoals blijkt uit de tekst op een oude plaquette die nu verdwenen is. Ter gelegenheid van de inwijding van het altaarstuk is waarschijnlijk ook de tekst aangebracht die op de trede rechts te lezen is (FATO PRAEVENTUS F. MATTOLI PARMENSIS ABSOLVERE NEQUIVIT). Volgens deze inscriptie kon de schilder het werk niet voltooien vanwege een ongunstig lot.
In 1698 slaagde prins Ferdinando de' Medici erin het werk te bemachtigen en naar Florence te laten vervoeren. In 1799, tijdens de veroveringen van Napoleon, werd het naar Parijs gebracht, waar het tot 1815 bleef. Daarna bevond de Madonna met de lange nek zich in de Galleria Palatina. In 1948 verhuisde het schilderij naar de Uffizi. 
Er zijn talrijke voorbereidende tekeningen bewaard gebleven, die aantonen dat Parmigianino lang over het schilderij heeft nagedacht. Deze tekeningen bevinden zich onder meer in het Ashmolean Museum, in de Gallerie dell'Accademia, het Louvre en het British Museum.

## Voorstelling
Maria is op volle lengte afgebeeld. Ze zit op een onzichtbare stoel, met twee gewatteerde kussens aan haar voeten. Op haar schoot houdt ze haar zoon, die in een enigszins vreemde houding met zijn benen en armen uit elkaar, ligt te slapen. Jezus lijkt ongewoon oud, net zoals in de Madonna van de roos, die de schilder iets eerder maakte. Aan de linkerkant verdringen zes engelen zich voor een roze gordijn om de pasgeborene te zien. Het hoofd van de zesde engel is onvoltooid en moeilijk te zien; het bevindt zich onder de rechterelleboog van Maria. De engel op de voorgrond laat zijn slanke naakte dij zien, een verwijzing naar Correggio's Madonna van de heilige Joris. Met een opstaande grijze vleugel biedt de engel Maria een zilveren vaas aan. Op deze vaas is de weerspiegeling van een kruisbeeld te zien: een voorafspiegeling van de kruisdood van het kind dat nu nog ligt te slapen. Het schilderij doet daarmee ook denken aan een piëta, zoals de beroemde versie van Michelangelo waarmee het werk een vergelijkbare houding en schouderriem deelt. De diepblauwe sluier bedekt Maria's hoofd niet, maar vormt een brede plooi achter haar rug, die compositorisch het volume van haar benen in evenwicht brengt. Maria heeft een complex kapsel met een tiara en rijen parels, zoals ook te zien is op andere schilderijen van Parmigianino. De hand op haar borst en de kleding die haar vormen accentueert, geven het schilderij ook een subtiele, erotische uitstraling. 
De rechterhelft is onvoltooid en heeft een uiterst ongebruikelijke compositie. Er is een rij hoge marmeren zuilen zonder kapitelen te zien. Dit zou om een verwijzing naar de Tempel van Salomo kunnen gaan. Er is ook een verband met de Mariahymne Collum tuum ut colonna ("Je nek als een zuil") ontleend aan het Hooglied. Dit verklaart de nadruk die op de nek van de Maagd wordt gelegd. Voor de zuilen staat een kleine, uitgemergelde man met een rol perkament in zijn handen. Dit is waarschijnlijk de heilige Hiëronymus, die het dogma van de Onbevlekte Ontvangenis had besproken, een belangrijk thema voor de servieten. De schilder was van plan nog een tweede personage te schilderen, misschien de heilige Franciscus, beschermheer van de cultus van de Onbevlekte Ontvangenis. Hij kwam echter niet verder dan één voet.
Een typisch maniëristisch aspect van dit werk is de verandering van menselijke verhoudingen. Niet alleen de nek van de Madonna is langer dan normaal, maar ook het been van de engel aan de linkerkant, de vingers van Maria en haar lichaam. Deze bewuste overdrijving van het naturalisme uit de hoogrenaissance, vond weerklank in de intellectuele kringen in Parmigianino's tijd. De kunsthistoricus Ernst Gombrich schreef hierover: "De schilder wilde onorthodox zijn. Hij wilde aantonen dat de klassieke oplossing van perfecte harmonie niet de enige bestaande oplossing is. (...) Parmigianino en alle kunstenaars van zijn tijd die opzettelijk iets nieuws en onverwachts probeerden te creëren, zelfs ten koste van de ‘natuurlijke’ schoonheid van de grote meesters, waren misschien wel de eerste ‘moderne’ kunstenaars.”

## Afbeeldingen

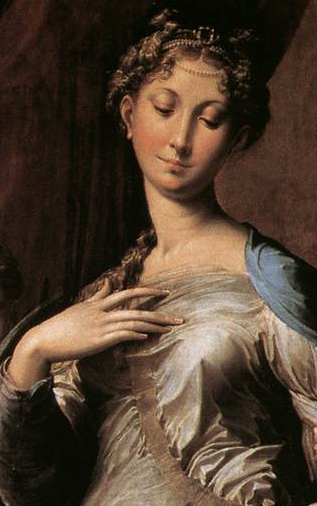
Detail
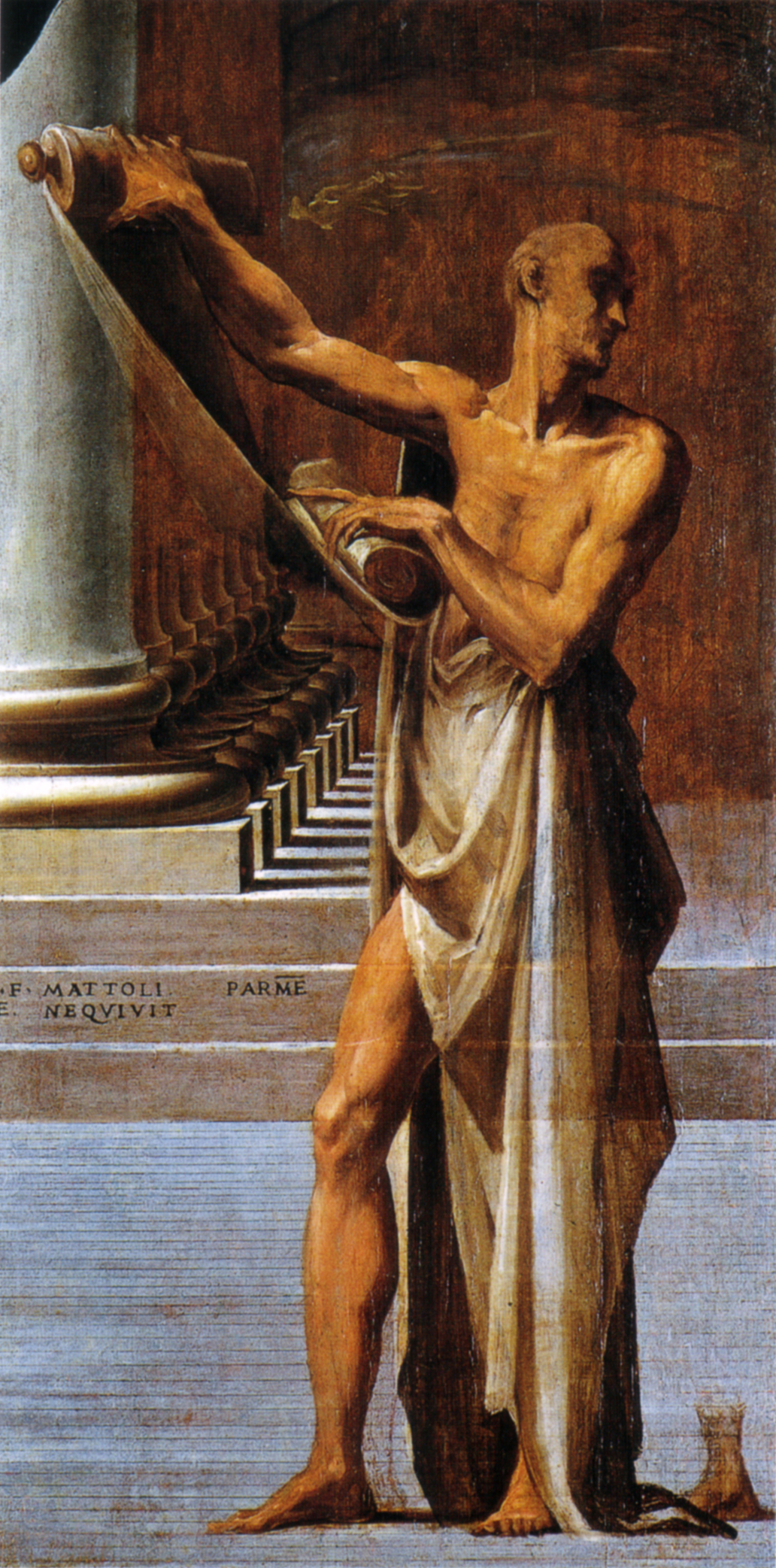
Detail
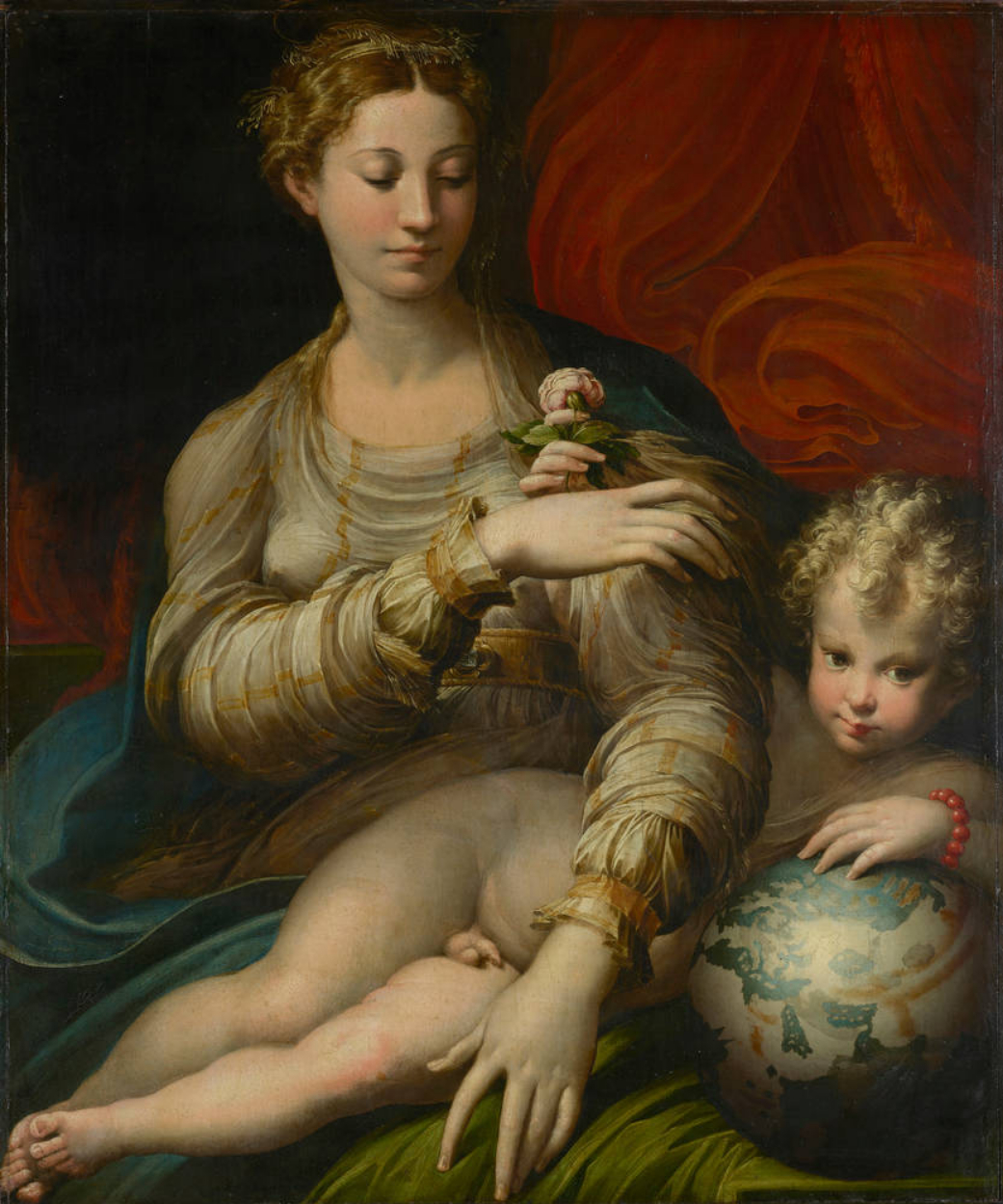
Madonna van de roos
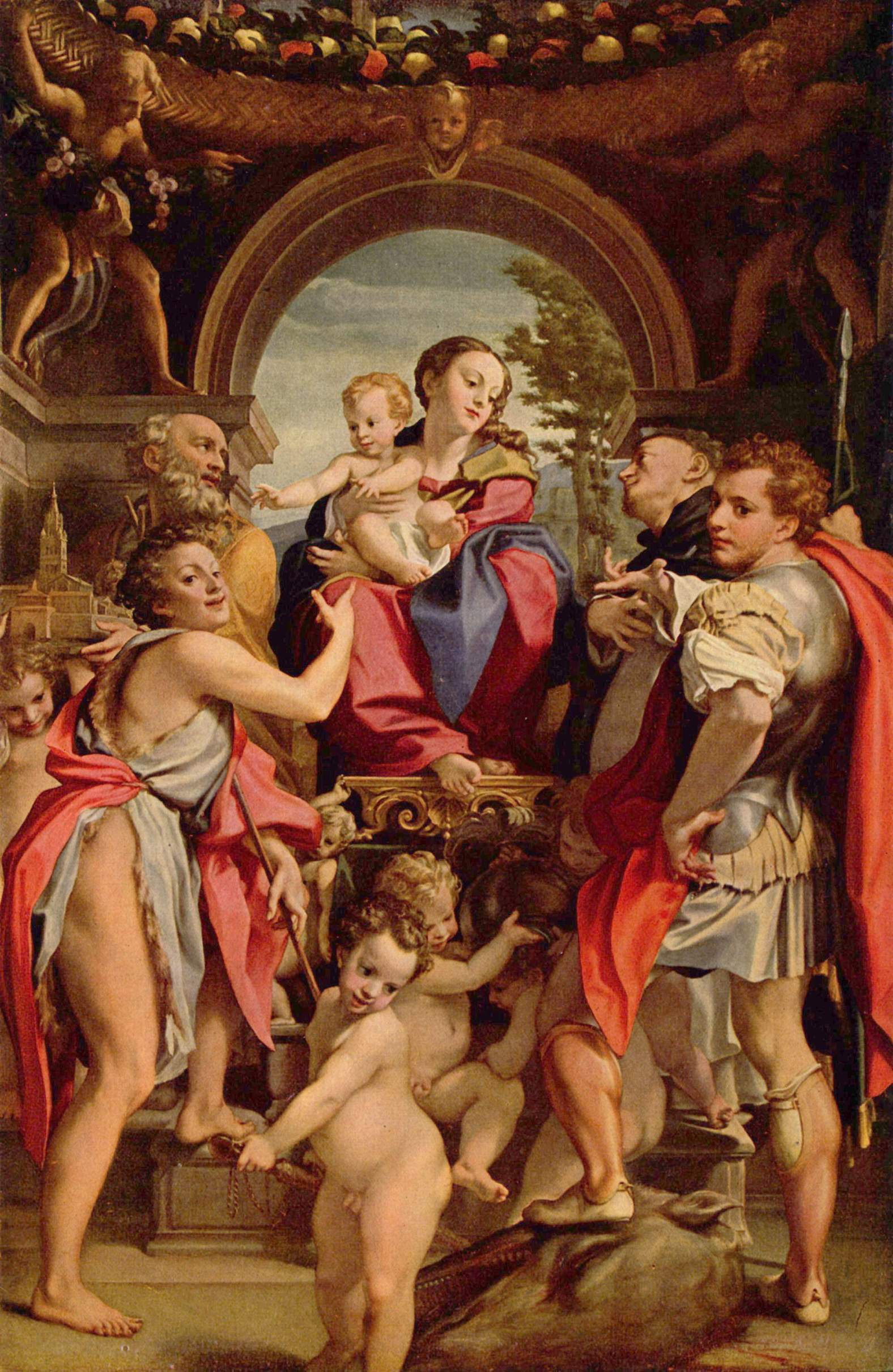
Madonna van de heilige Joris - Correggio
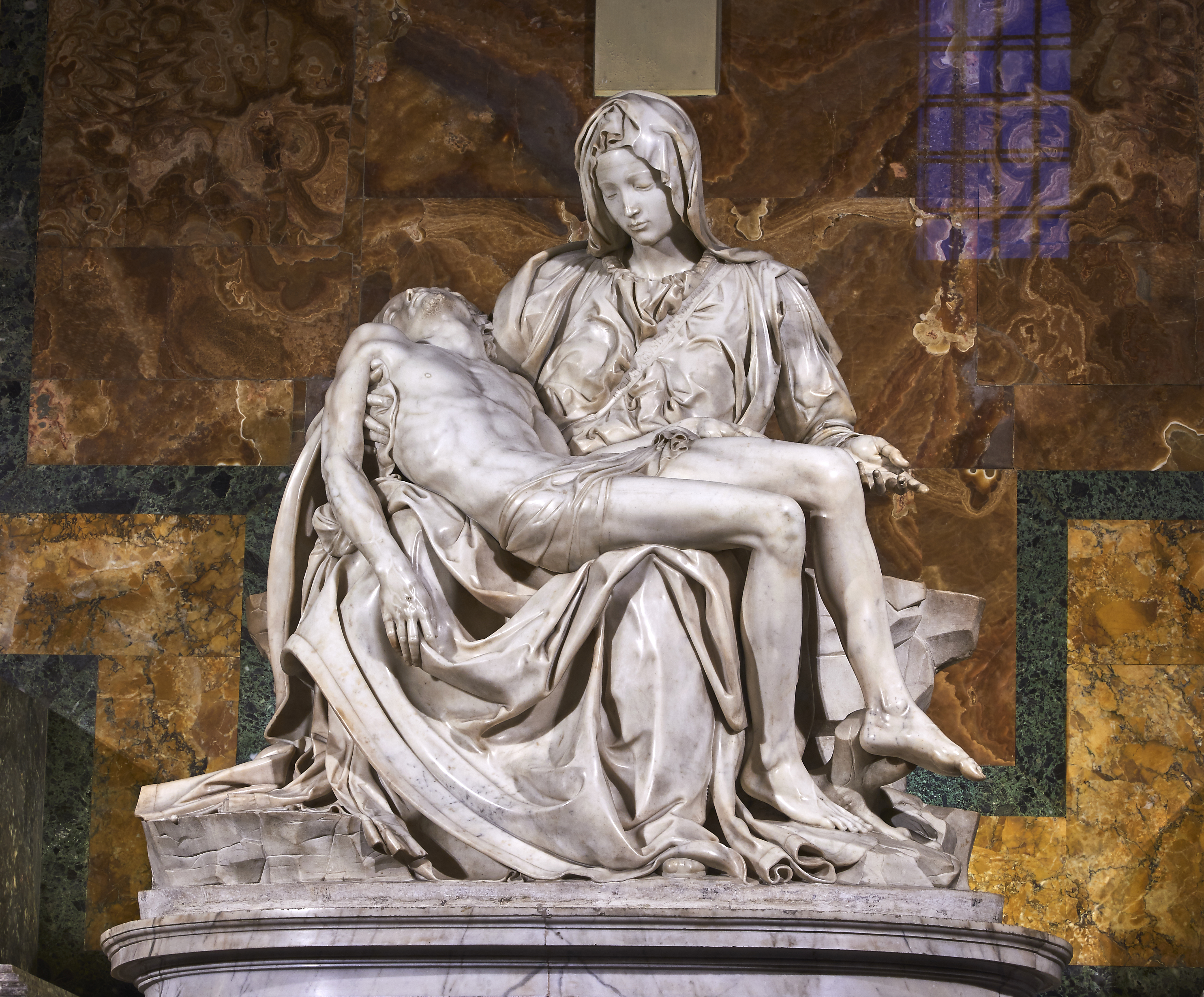
Piëta van Michelangelo